# IC 850
IC 850 — галактика типу Scd у сузір'ї Діва.
Цей об'єкт міститься в оригінальній редакції індексного каталогу.